# Cartolari
I Cartolari sono una famiglia nobile di Verona.

## Storia

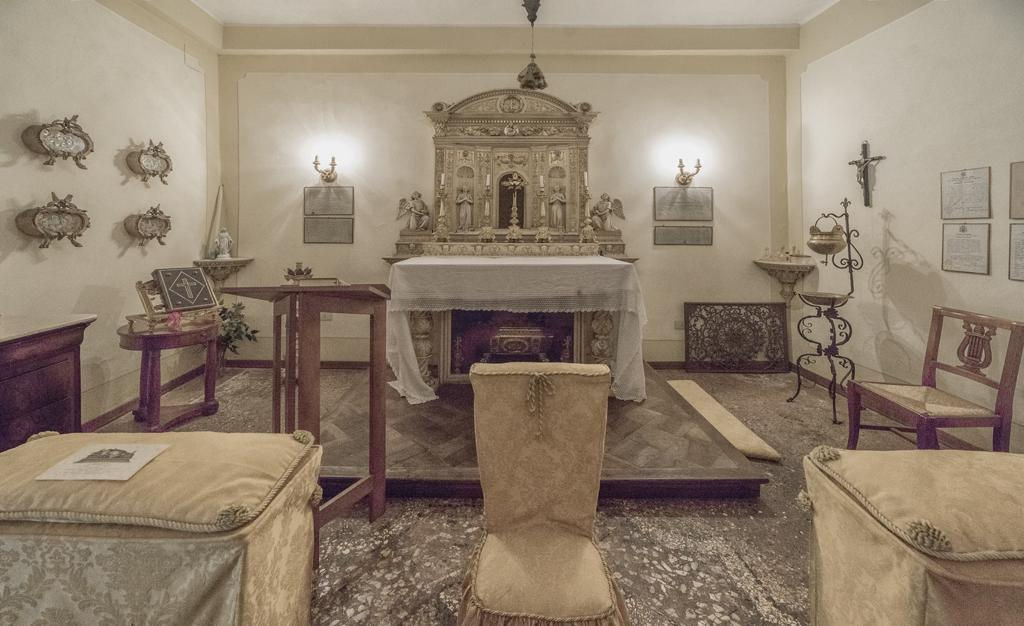
La Cappella Cartolari di San Felicissimo che contiene la Reliquia Insigne, corpo di San Felicissimo Martire, donato ai Conti Cartolari dai Gesuiti dopo il 1870, quale riconoscimento per l'ospitalità ricevuta durante il Risorgimento

Ramo della nobile famiglia milanese Aliprandi, della quale porta lo stemma originario, come portò un tempo anche il cognome.
Prima della metà del XIII secolo la famiglia si divise dal suo ceppo e, trapiantata in Clusone nel Bergamasco, fu poi chiamata Fanzago o Fanzaga e seguì il partito guelfo.
Nel XV secolo passò da Clusone a Verona e ne ottenne la cittadinanza, conferitale per decreto del nobile Consiglio il 23 aprile 1445; indi, dopo non molti anni, per eredità lasciata dal canonico e conte palatino modenese Bartolomeo Cartolari, nel 1466 Antonio Fanzago († 1480) assunse il suo cognome e stemma gentilizio, che porta nello scudo inquartato all'antico blasone degli Aliprandi.
Aggregata sin dal 1524 al nobile Consiglio di Verona, continuò ad appartenervi fino alla sua cessazione ricoprendone le più illustri cariche. Ebbe la conferma della nobiltà con Sovrana Risoluzione Austriaca 4 luglio 1819 e il 25 novembre 1823 fu ammessa agli onori di corte.
Nel 1582 fu accettata per giustizia nell'Ordine di Santo Stefano; con bolla 5 agosto 1852 il Sovrano Militare Ordine di Malta acconsentiva a istituire in favore dei maschi della famiglia in ordine di maggiorasco la commenda ereditaria di giuspatronato Cartolari.
Il 27 agosto 1907 con breve di Papa Pio X ottenne il titolo di conte trasmissibile ai maschi primogeniti.

## Membri illustri
- Bartolomeo Cartolari (XV secolo): Conte Palatino, Vicario generale della Diocesi di Vicenza, Canonico della Cattedrale di Verona, Arciprete dell’Abbazia di Santo Stefano a Isola della Scala dal 1450 al 1468[10];
- Cristoforo II Cartolari (1517 - 1568), magistrato, fu Vicario della Casa dei Mercanti a Verona e quindi Provveditore del Comune; a lui si deve la fusione della nuova campana dell'adunanza del Popolo posta nella Torre dei Lamberti avvenuta nel 1557[11];
- Paolo Cartolari (1553 - 26 agosto 1594) entrò nell'Ordine di Santo Stefano come Cavaliere di Giustizia nel 1582; morì in battaglia a Győr[12];
- Fabrizio Cartolari (1729 - 6 ottobre 1816), pittore;
- Antonio Cartolari (1799 - 1859): scrisse Cenni sopra varie famiglie illustri di Verona (Verona, 1845) e Famiglie già ascritte al nobile consiglio di Verona (due volumi, Verona, 1854); istituì nel 1852 la Commenda di Giuspatronato del SMOM Cartolari[13] (l'attuale titolare è Ignazio Cartolari, nato nel 1943);
- Ignazio Cartolari (1870 - 1947): commendatore di giuspatronato del Sovrano Militare Ordine di Malta, consigliere della Cassa di Risparmio di Verona e presidente dei Magazzini Generali; a lui si deve la cella frigorifera a cupola dei Magazzini Generali, inaugurata nel 1928 con la partecipazione del Ministro dell’Interno Costanzo Ciano[14][15];
- Maria Cartolari (Verona, 2 febbraio 1875 - Arezzo, 13 febbraio 1962), religiosa vincenziana[16];
- Giovanni Battista Cartolari (1885 - 1954), ornitologo ed entomologo[17];
- Madre Felicita Cartolari (1905 - 1982), al secolo Camilla Cartolari. Orsolina di Parma, fondò  nel 1951 il Collegio delle Orsoline di Cortina d'Ampezzo annettendovi un Liceo Linguistico. Il suo progetto educativo prevedeva la formazione cattolica di giovani ragazze basata su un'ampia indipendenza e capacità organizzativa in vista del loro ingresso nel lavoro e nella futura famiglia[18].

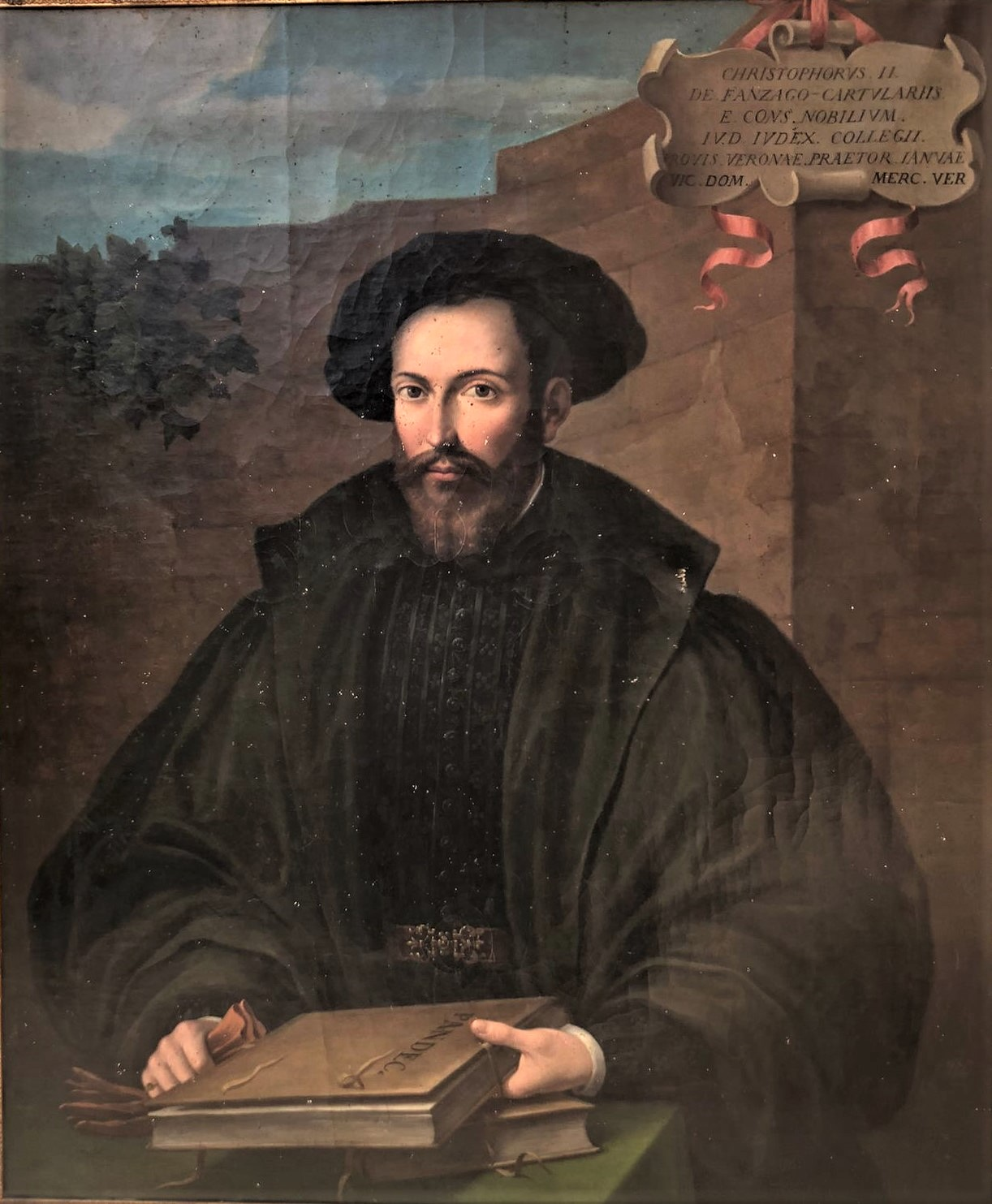
Cristoforo II Cartolari (1517 - 1568)
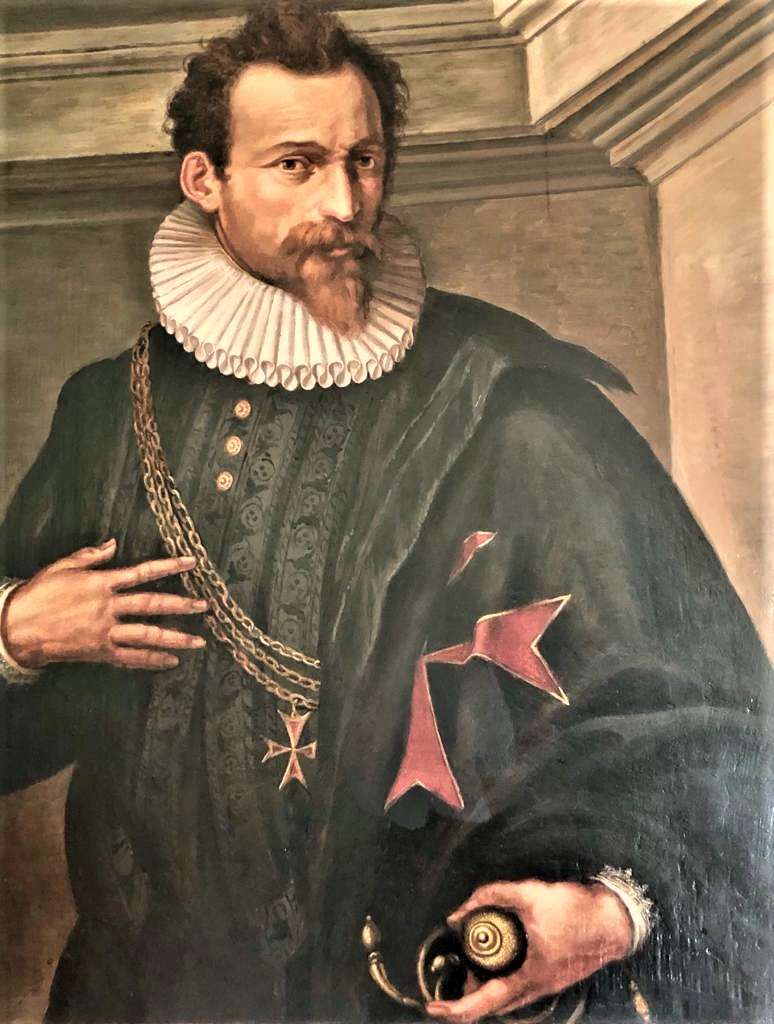
Paolo Cartolari (1553 - 1594)
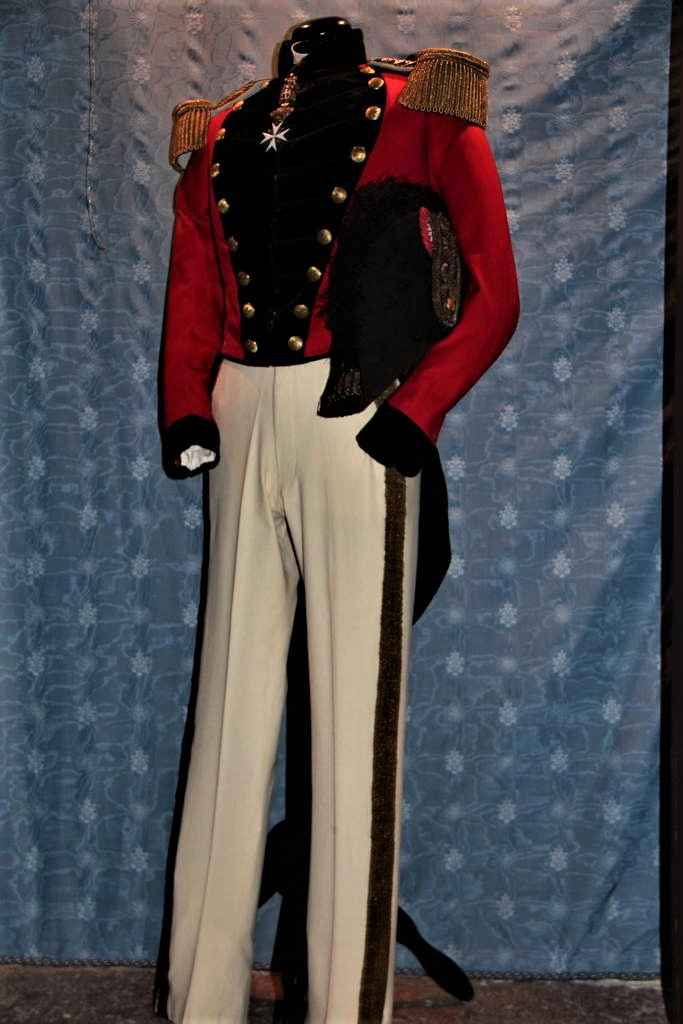
Uniforme da Commendatore di Giuspatronato SMOM di Antonio Cartolari (1799 - 1859)
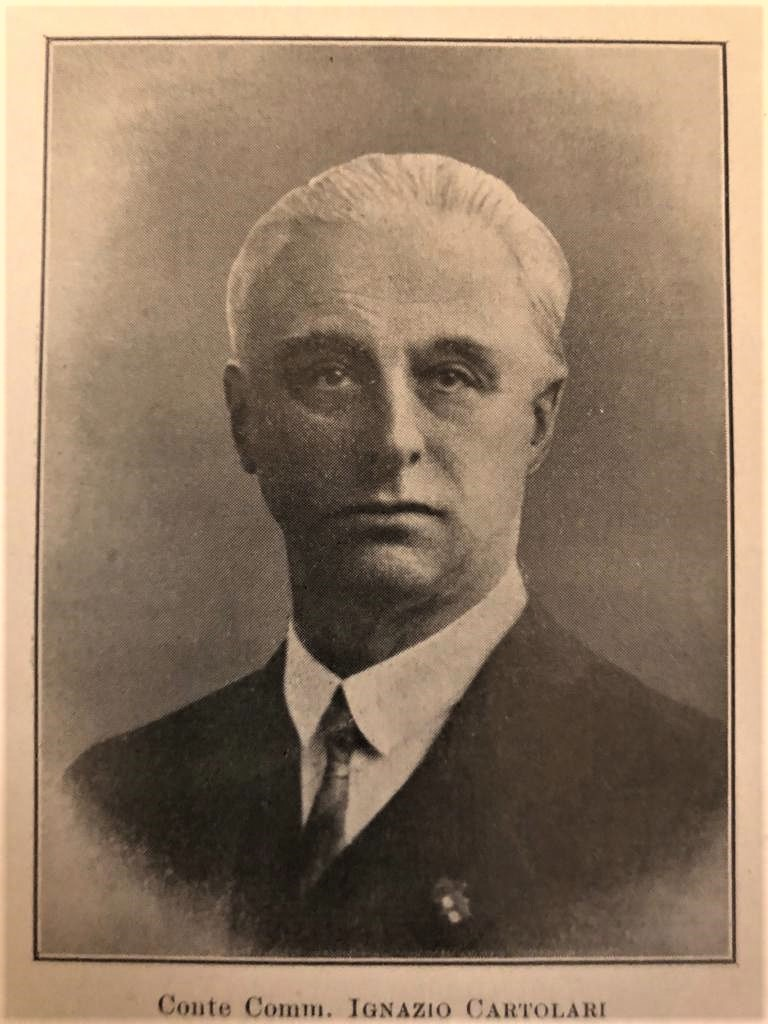
Ignazio Cartolari (1870 - 1947)
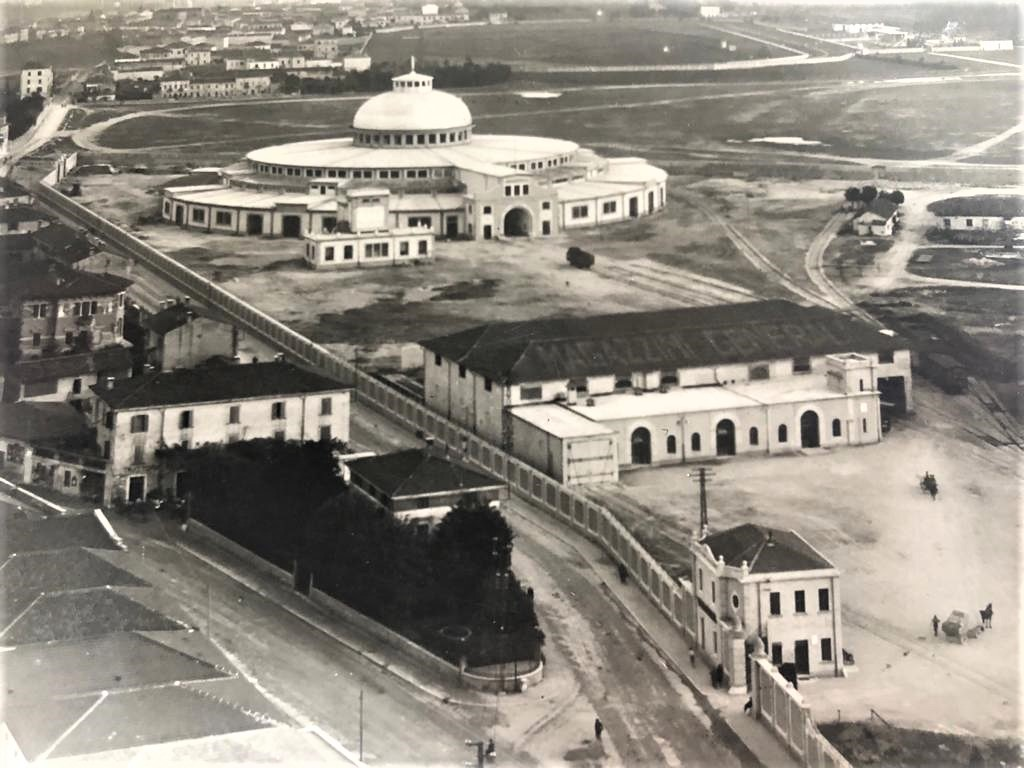
Magazzini Generali di Verona
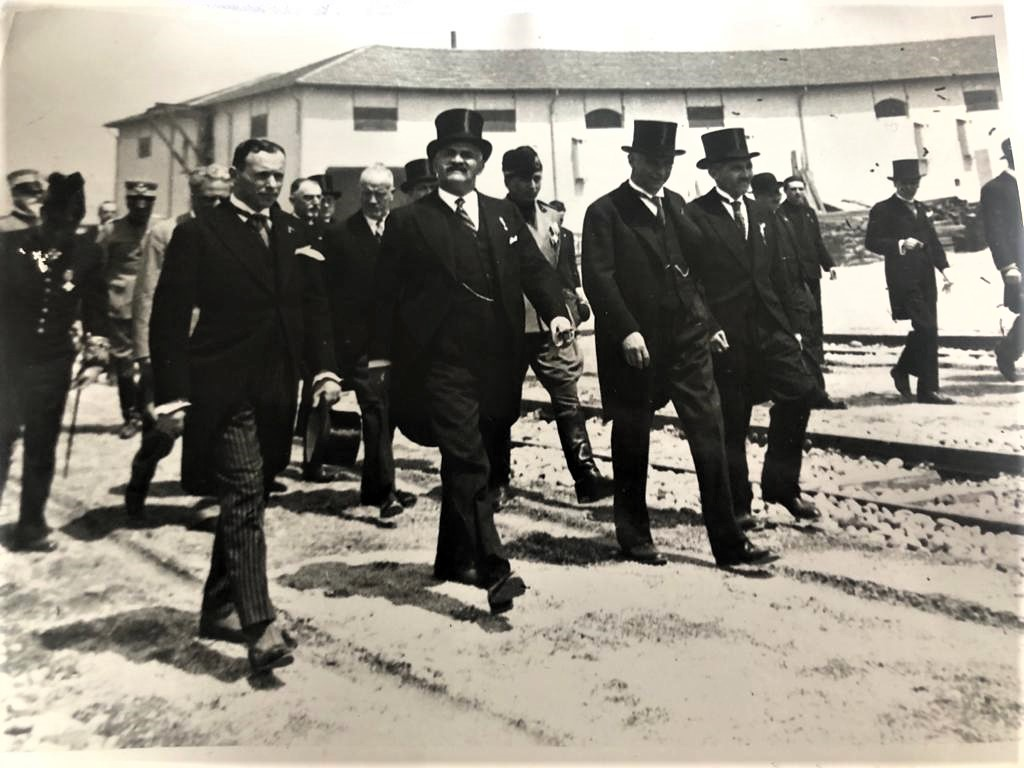
Inaugurazione della cella frigorifera dei Magazzini Generali di Verona (1928)
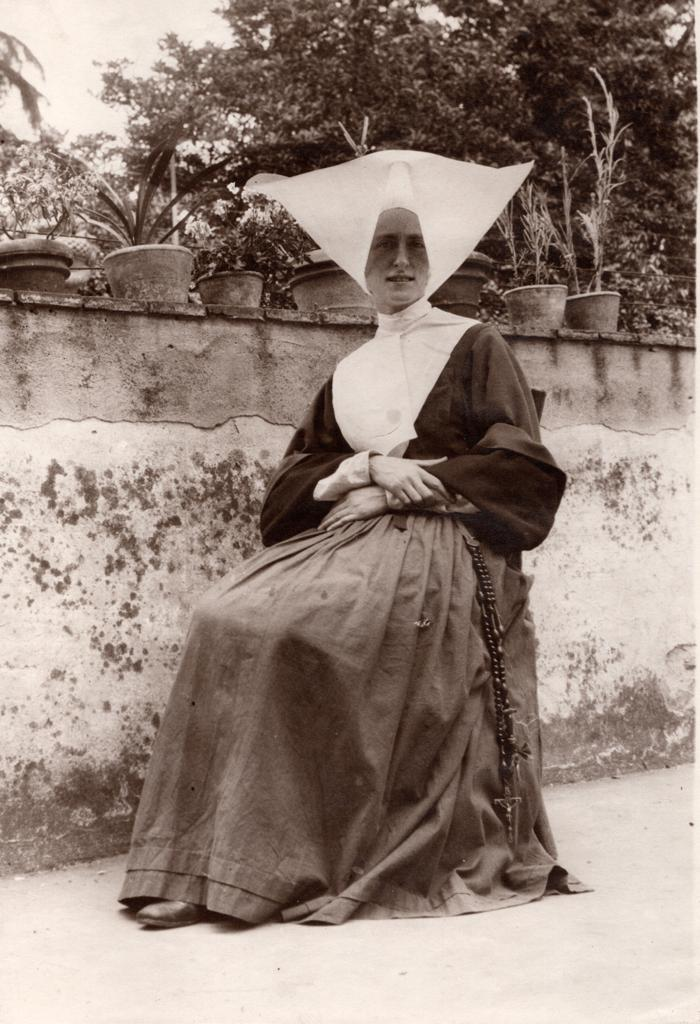
Suor Maria Cartolari (1875 - 1962)
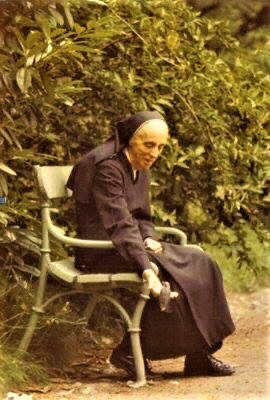
Madre Felicita Cartolari (1905 - 1982)

## Luoghi e architetture
- Palazzo Cartolari, a Verona;
- Villa Rotari-Cartolari ad Avesa (frazione di Verona).